# Marius Weyers
Marius Weyers (né le 3 février 1945 à Johannesburg) est un comédien sud-africain plus particulièrement connu pour son rôle d'Andrew Steyn dans les Dieux sont tombés sur la tête.

## Biographie
Originaire d'une famille afrikaner, Weyers a grandi dans un milieu modeste de la région de Pretoria. 
Il suit des cours de théâtre à l'âge de 19 ans, fréquente des milieux intellectuels anglophones et signe une pétition en faveur d'Athol Fugard. Devenu critique de la politique d'apartheid, il ne fait pas de militantisme politique et poursuit une carrière théâtrale et cinématographique, commencée durant son service militaire. 
À la suite du succès du film les Dieux sont tombés sur la tête de Jamie Uys (1980), il entame une carrière internationale, tournant à Hollywood dans des films généralement centrés sur l'Afrique du Sud. 
En 2011, il retrouve la comédienne Sandra Prinsloo dans la série Hartland dans laquelle il joue le rôle de Jan Cilliers. 

## Filmographie

### Cinéma
- 1967 : Sibérie, terre de violence : Markjoff
- 1968 : Oupa For Sale : Kobie
- 1974 : 
  - Pas d'or pour les requins (en) (Ein toter Taucher nimmt kein Gold) : René Chagrin
  - Ongewenste Vreemdeling : Gerhard Steenberg
- 1975 : Un risque à courir (La mort d'un Salopard) ou Target of an Assassin en VO : Colonel Albert Pahler
- 1977 : The guest, un épisode de la vie d'Eugène Marais : A. G. Visser
- 1980 : Les dieux sont tombés sur la tête : Andrew Steyn[1]
- 1982 : Gandhi : le contrôleur qui jette Gandhi hors du train en Afrique du sud
- 1984 : Le Léopard : Nick Denver
  - Le soleil des vainqueurs (Torn Allegiance) : Henk
- 1987 : Saturday Night at the Palace : Van Vunren
- 1989 : 
  - Farewell to the King : Sergent Conklin
  - Happy Together : Denny Dollenbacher
  - M.A.L., mutant aquatique en liberté (DeepStar Six) : John Van Gelder
- 1990 : The fourth reich : Jan Taillard
- 1992 : La Puissance de l'ange : Daniel Marais
- 1993 : 
  - Bopha !  : Van Tonder
  - Friends  : Johan
- 1998 : Paljas : Hendrik MacDonald
- 2003 : Stander : General Stander
- 2004 : Red dust : Ben Hoffman
- 2006 : Blood Diamond : Rudolf Van De Kaap
- 2013 : Nothing for Mahala : Hendrik Botha
- 2016 : Twee Grade van Moord : Ben Cloete
- 2018 :
  - The Seagull (Die Seemeeu) : Piet
  - The Recce : General Piet Visagie
- 2019 : The Story of Racheltjie De Beer : George

### Télévision
- La Lionne blanche (1996) : Dekker
- Lied van die Lappop (2001) : Spoor van der Velde
- Song vir Katryn (2003) : le père
- Triangle (The Triangle) (2005) : Karl Sheedy
- Amélia (2005-2007) : Wollie de Wet
- Sewende Laan (2011-2012) : Tim Jordaan
- Hartland (2011) : Jan Cilliers

## Théâtre
- I.D. (2003) : Hendrik Verwoerd
- Booitjie and the Oubaas (2006) : Gerhardus Strydom